# حديقة الصفا
حديقة الصفا، تقع بمدينة دسوق بشمال مصر، موقعها بالنسبة للمدينة في حي جنوب عند مدخل كوبري دسوق العلوي وتقاطعه مع طريق دسوق - طنطا بالقرب من كورنيش النيل، والحديقة تم تجهيزها وإعدادها علي مساحة ستة أفدنة، وبها مدينة ملاهي وقاعتان للحفلات والمؤتمرات وسينما ومسرح.

## معرض الصور

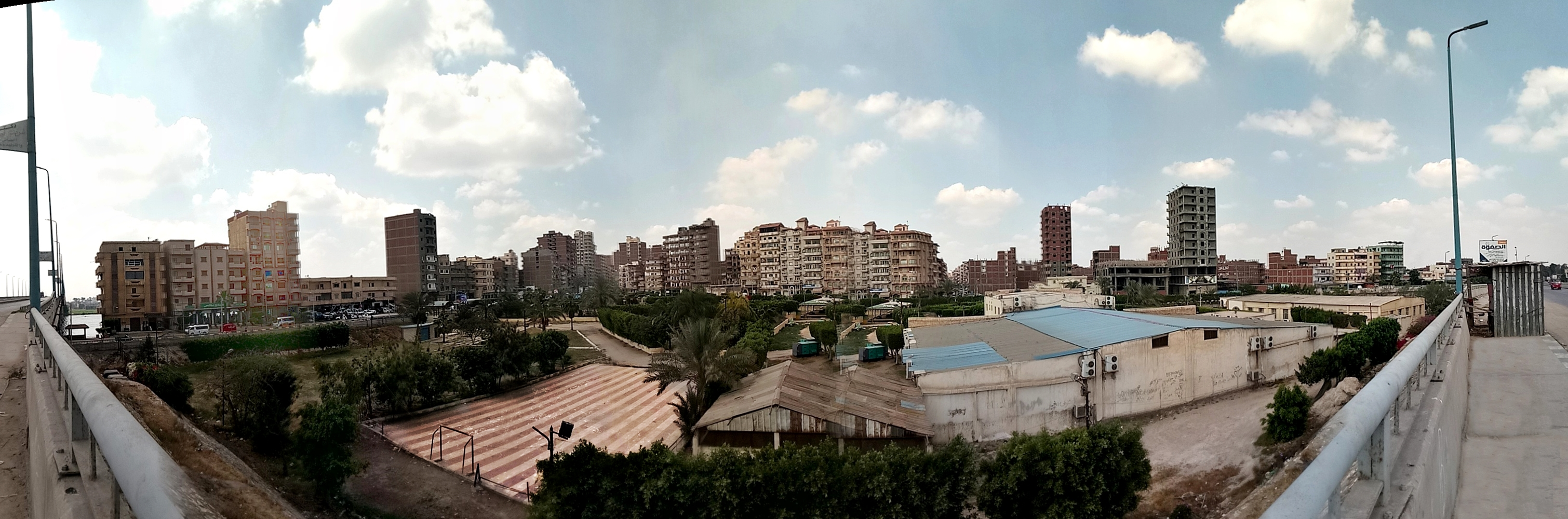
الحديقة من أعلى كوبري دسوق العلوي.
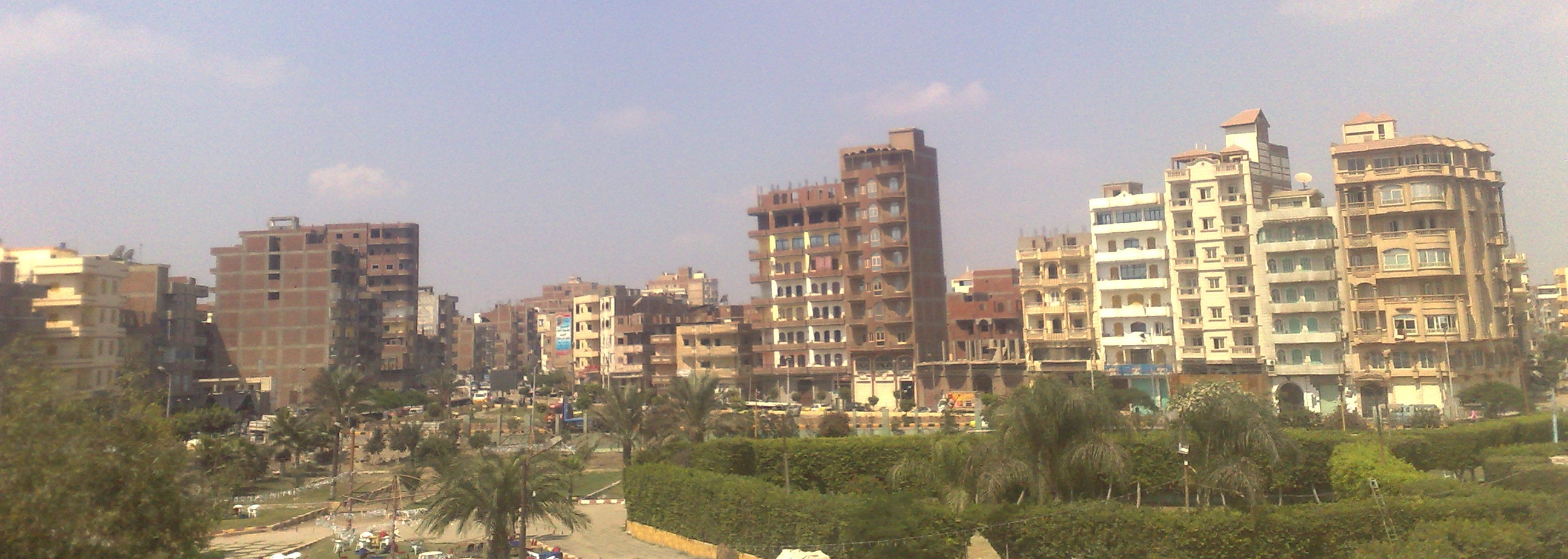
حديقة الصفا في حي جنوب.